# Catedral de la Asunción de la Virgen María (Rožňava)
La Catedral de la Asunción de la Virgen María o simplemente Catedral de Rožňava (en eslovaco: Katedrála Nanebovzatia Panny Márie) es una catedral católica en Rožňava, Eslovaquia. Es la catedral de la diócesis de Rožňava.
La iglesia fue terminada en 1304. En los siglos XV y XVI la iglesia sufrió una reconstrucción integral. Por otra parte, durante los siglos XVI y XVII, la iglesia fue utilizada tanto por católicos y protestantes. Con el establecimiento de la sede episcopal de Rožňava el 13 de marzo de 1776, la iglesia se convirtió en la catedral de la nueva diócesis católica. Como resultado de ello se realizaron una serie de extensas modificaciones interiores. La iglesia fue construida originalmente sin torre, pero esta más tarde se añadió en el siglo XIX.

## Véase también

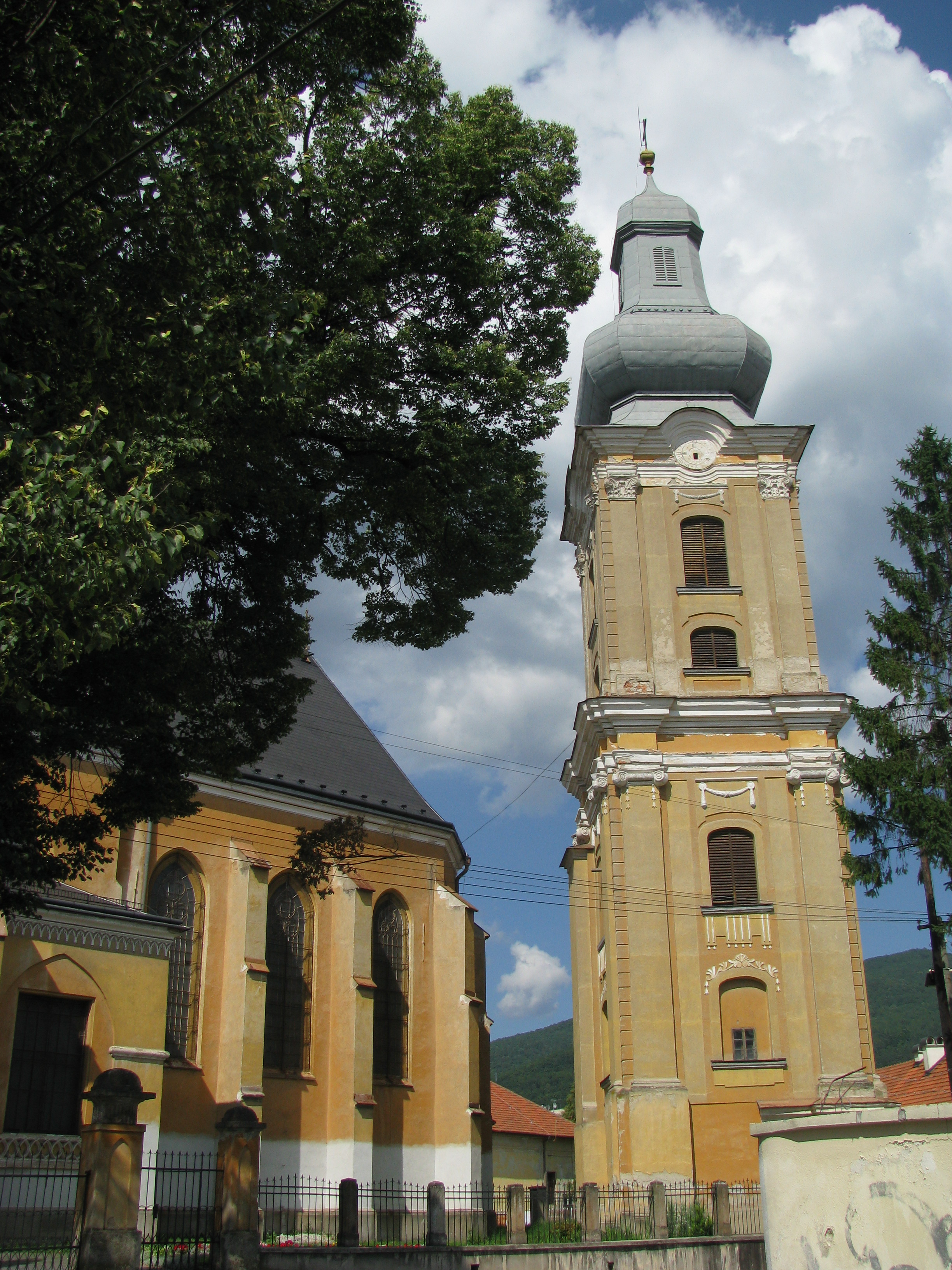
Otra vista del templo